# West College Corner (Indiana)
West College Corner es un pueblo ubicado en el condado de Union en el estado estadounidense de Indiana. En el Censo de 2010 tenía una población de 676 habitantes y una densidad poblacional de 977,55 personas por km².

## Geografía
West College Corner se encuentra ubicado en las coordenadas 39°34′10″N 84°49′8″O / 39.56944, -84.81889. Según la Oficina del Censo de los Estados Unidos, West College Corner tiene una superficie total de 0.69 km², de la cual 0.69 km² corresponden a tierra firme y (0%) 0 km² es agua.

## Demografía
Según el censo de 2010, había 676 personas residiendo en West College Corner. La densidad de población era de 977,55 hab./km². De los 676 habitantes, West College Corner estaba compuesto por el 97.49% blancos, el 0.3% eran afroamericanos, el 0.3% eran amerindios, el 0% eran asiáticos, el 0.15% eran isleños del Pacífico, el 0.59% eran de otras razas y el 1.18% pertenecían a dos o más razas. Del total de la población el 0.59% eran hispanos o latinos de cualquier raza.